# Classique des documents
Cette page contient des caractères spéciaux ou non latins. S’ils s’affichent mal (▯, ?, etc.), consultez la page d’aide Unicode.
Pour les articles homonymes, voir Shang et Shu.

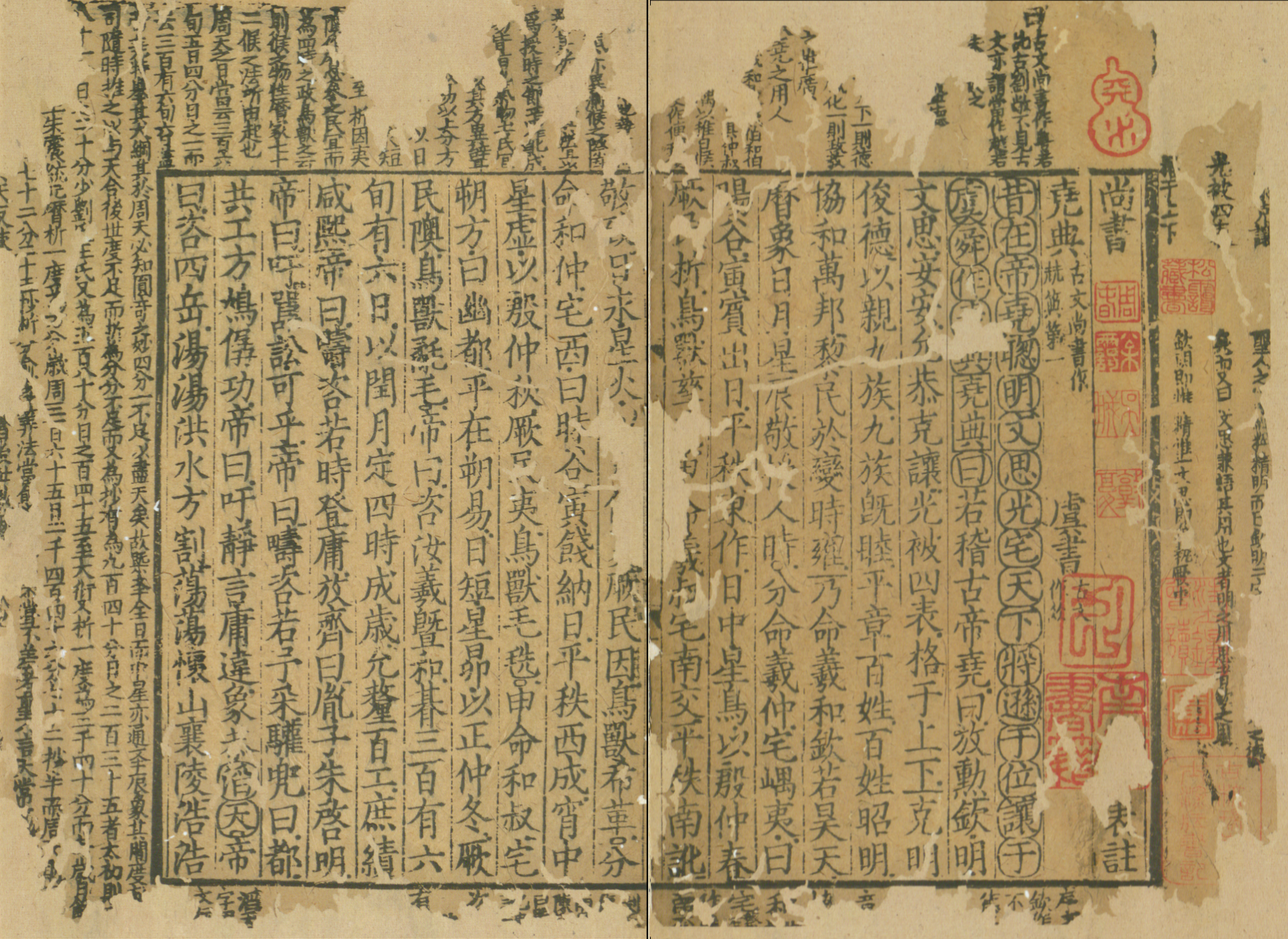
Première page d'une édition du Classique des documents de 1279.

Le Classique des documents, en chinois Shu Jing (Chou King) 書經, Shu 書 ou Shang Shu 尚書, est un recueil de documents (discours, conseils, décrets, etc.) concernant la politique et l’administration des souverains de l’Antiquité chinoise, depuis Yao, et Shun (IIIe millénaire av. J.-C.?) jusqu’à la fin des Zhou occidentaux (règne du Duc Mu de Qin, ~-627). Ces documents auraient été rédigés par les équipes de greffiers et secrétaires que les rois entretenaient.
Connu du temps de Confucius qui le cite et à qui la tradition a longtemps attribué sa compilation, il a échappé de peu à la destruction totale sous les Qin et pendant la période de division qui suivit la chute de l’empire Han. La version actuelle est incomplète, et la datation de certains chapitres fut mise en doute dès les Song d’après des critères stylistiques. Sous les Qing, après une vingtaine d’années de recherches, Yan Ruoqu 閻若璩 en arriva à la conclusion qu’une moitié des chapitres avait subi de fortes altérations au IVe siècle.
Les textes qui évoquent les périodes les plus anciennes sont rédigés dans la langue de la Période des Royaumes combattants (Ve siècle à 221 av. notre ère). Ces textes proviennent pour la plupart de la cour royale de Zhou.
Malgré le doute concernant la période exacte de rédaction de tel ou tel passage, les historiens s’accordent à y voir le plus ancien ensemble de prose chinoise. C’est aussi, en dépit du problème de datation déjà évoqué et du peu de clarté de certains textes, une source précieuse pour l’histoire et la culture politique de la Chine ancienne, bien qu’à cet égard les chercheurs chinois semblent plus réservés que leurs homologues étrangers. Il a été inclus dès les Han parmi les Cinq classiques dont la connaissance était indispensable pour poursuivre une carrière de fonctionnaire. Certains de ses textes sont toujours au programme des lycées chinois et taïwanais.

## Nom et composition
Shu 書 est le nom originel de l’ouvrage, sous lequel il est le plus souvent cité dans les textes pré-Han. Ce sinogramme, qui de nos jours signifie « livre », se compose au-dessus d’un caractère désignant l'outil qui sert à écrire, et en dessous d'un caractère signifiant "rendre évident ou clair". L'ensemble veut dire rendre les choses évidentes ou claires par l'écrit (cf. Shuowen Jiezi). L'ouvrage est censé être à l’origine les documents rédigés par les secrétaires du roi, mentionnés pour l’époque Zhou dans différents textes comme le Mencius ou le Liji, qui dit que « le greffier de gauche note les paroles et celui de droite les faits [du souverain] ». Pour les dynasties antérieures, le seul témoignage de l’existence d’un secrétariat royal est constitué par les écrits oraculaires des Shang. 
Le Shu fut désigné sous les Han comme jing 經, classique, en tant que livre compilé, croyait-on, par Confucius. C’est du moins ce qu’affirmait Kong Anguo 孔安國, descendant du maître (onzième génération). Cette affirmation, contestée dès les Song, a été reprise par Sima Qian dans le Shiji. En Chine le livre est le plus souvent appelé Shangshu (documents des anciens). Le sinogramme shang 尚 est homonyme et synonyme de shang 上, supérieur. 
Les chapitres du Shu Jing sont arrangés chronologiquement, bien que le livre de Yu contienne en fait beaucoup d’informations sur Yao. Néanmoins, il ne s’agit pas d’annales et les dates précises (en année de règne du souverain) y sont rares. Les jours sont indiqués dans le système sexagésimal. Les chapitres existant dans la version chinoise actuelle sont : Yao (1), Shun (4), Xia (4), Shang (11), Zhou (38), soit un total de 58.
Traditionnellement on y distingue six catégories de textes : mo 謨 (consultations), xun 訓 (instructions), gao 誥 (annonces), shi 誓 (déclarations), ming 命 (commandements) et dian 典 (éloges et recommandations).

### ChapitreHong fan
Ce chapitre nommé Hong fan, la « grande » ou « sublime règle », est « un monument de la science et de la doctrine des anciens Chinois. C'est tout à la fois un Traité de Physique, d'Astrologie, de Divination, de Morale, de Politique et de Religion ».
Selon Marcel Granet, c'est un « petit traité qui passe communément pour le plus ancien essai de la philosophie chinoise, [et] a pour sujet l’ensemble des recettes qu’un Souverain digne de ce nom doit connaître. (...) Le Hong fan, inséré à titre de chapitre dans le Chou king, a été aussi incorporé par Sseu ma Ts’ien à son œuvre. La tradition y verrait volontiers un ouvrage du troisième ou deuxième millénaire av. J. C. Les critiques modernes l’attribuent les uns au VIIIe, les autres au IIIe siècle av. J. C. La rédaction du Hong fan ne paraît guère pouvoir être placée plus bas que les VIe, Ve siècles av. J. C. Elle [lui] semble dater des premiers débuts de la littérature écrite. »

## Transmission

### Han occidentaux

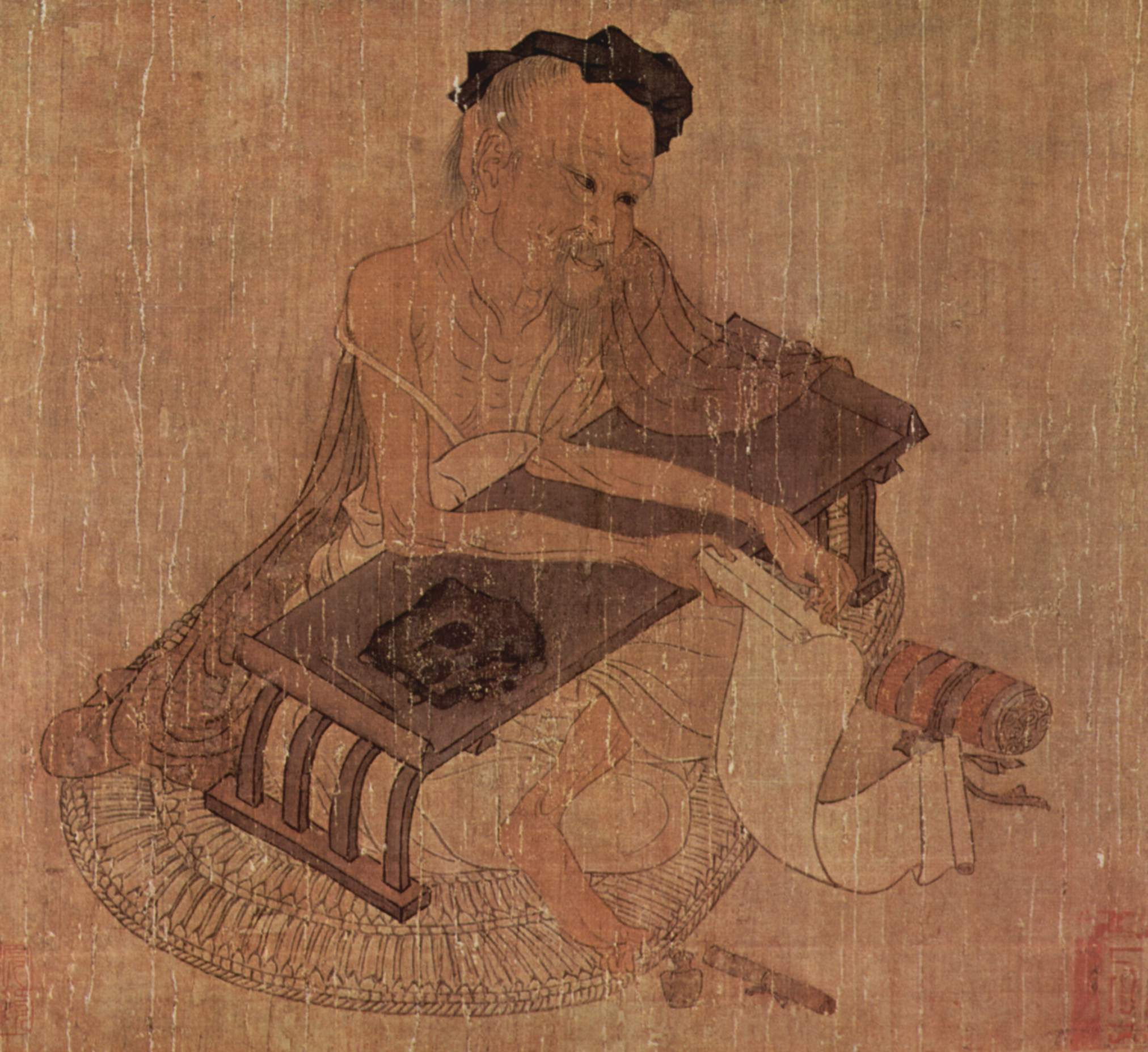
Portrait de Fu Sheng, attribué à Wang Wei.

Le Shu Jing était au nombre des ouvrages dont Qin Shi Huang avait ordonné la destruction en -213. D’éventuels rescapés ont pu également disparaitre dans l’incendie de son palais Afang (阿房宮) par Xiangyu lors de la guerre de succession Chu-Han. Néanmoins, sous Wendi des Han occidentaux (-179~-155), un très vieux lettré nommé Fu Sheng (伏生) produisit 28 documents en 35 fascicules d’après des fragments qu’il aurait dissimulés sous les Qin, complétés par ses souvenirs. Il fut appelé à la cour pour présenter le manuscrit et commença à l’enseigner dans sa région d'origine (Shandong), donnant naissance à trois écoles, Ouyang Gao (欧陽高), Da Xiahou (大夏侯) et Xiao Xiahou (小夏侯), qui seront toutes établies à la cour sous Xuandi (-91~-49). Entre-temps un 29e chapitre (Taishi 泰誓) avait été découvert. 
À partir de la fin du IIe siècle av. J.-C., des textes anciens écrits en sigillaire datant d'avant les Qin resurgirent, certains d'emblée visiblement faux. Le plus connu, vraisemblablement authentique, est celui retranscrit en caractères modernes par Kong Anguo, descendant de Confucius (onzième génération), retrouvé semble-t-il par le Prince Gong de Lu (魯恭王) dans l’ancienne maison de la famille Kong. Composé de 46 chapitres, donc plus complet que la première version, il fut présenté à l’empereur en -97. Appelés guwen (古文, « ancienne écriture »), les nouveaux textes, leurs inventeurs et glossateurs firent concurrence aux spécialistes du texte reconstitué par Fusheng, le jinwen (今文, « nouvelle écriture »). Kong Anguo reçut l’ordre de commenter sa nouvelle version mais n’en eut pas le temps. Il rédigea néanmoins une préface. Son édition préfacée est le Baipian shangshu (百篇尚書), les Cent chapitres du Shangshu, d’après le nombre de sections que le live d’origine était censé posséder. Liu Xiang (劉向) en effectua une révision en comparant toutes les versions.

### Dynastie Xin et Han orientaux
La querelle entre les anciens et les modernes qui se préparait fut interrompue par l’usurpation de Wang Mang, pendant laquelle le lettré Du Lin (杜林) aurait découvert au cours de ses errances au Gansu un texte sur laque offrant de grandes similitudes avec celui de la maison de Confucius : il contenait neuf documents de moins, mais en offrait cinq de plus). Cette version ne remplaça pas les deux autres, mais servit à les compléter. L'un de ses commentaires subsistera jusque sous les Sui. Les historiens modernes soupçonnent Liu Xin (劉歆), fils de Liu Xiang, bibliothécaire de Wang Mang et partisan du texte ancien, d’avoir réinterprété la découverte à sa guise pour conforter son parti. 
La dispute sur les versions reprit sous les Han orientaux. Malgré le soutien apporté au texte ancien (version de Du Lin) par Ma Rong (馬融) et Zheng Xuan (鄭玄), le parti du nouveau texte finit par avoir le dessus. Leur version fut confirmée comme authentique en 79 lors du concile de la Salle du tigre blanc relaté par Ban Gu dans le Baihutong (白虎通). Le nouveau texte fut gravé sur pierre en 175 à l’ère Xiping (Xiping shijing 熹平石經, « Classiques en pierre de Xiping »).

### Après les Han
La préservation des classiques n’est pas le souci principal des hégémons qui s’affrontent à la fin des Han. Les commentaires du texte moderne disparaissent tous sous les Jin occidentaux, mais le texte lui-même subsiste. Le texte ancien disparait entre le début des Han orientaux et la fin des Jin occidentaux. Au début des Jin orientaux, Mei Ze (梅賾) remet une copie du Shang Shu qu’il aurait réussi à préserver au premier empereur, Yuandi (317-322). Il s’agit en fait d’une version composite considérée comme partiellement remaniée par les spécialistes chinois modernes, d’où son nom : texte ancien imité (weiguwen, 偽古文). Le contenu du texte moderne et le Taishi (28 chapitres) s’y retrouvent redistribués en 33 chapitres, auxquels sont ajoutés 25 chapitres attribués au texte ancien, mais l'attribution fut contestée dès les Qing. À cette époque le lettré Yan Ruoqu (閻若璩) émet l'avis que les chapitres anciens auraient en fait été réécrits par Mei Ze sans le support du texte d’origine. Quoi qu’il en soit, le Shang Shu de Mei Ze, intégré dans le catalogue impérial, deviendra la version de référence pour les siècles à venir. Il a fait l’objet de 17 gloses importantes, dont celle de Kong Yingda (孔穎達), le Shangshu zhengyi (尚書正義), vers ~654. Il fut gravé sur pierre en 837. 

### Découvertes récentes
On a pu bénéficier d'un nouvel éclairage sur le Livre des Documents grâce à la récupération entre 1993 et 2008 de caches comptant des textes écrits sur des tiges de bambou provenant des tombes de l'État de Chu à Jingmen, Hubei et leur publication. Il semble que ces textes datent de la fin de la période des Royaumes combattants, vers 300 av. notre ère, et sont donc antérieurs à la destruction par le feu des textes pendant la dynastie Qin. Les textes Chu de Guodian et le corpus du musée de Changhaï incluent des citations de passages précédemment inconnus de l'ouvrage Les textes sur bambou de Tsinghua incluent le chapitre « Coffre d'or » du nouveau texte, avec des différences textuelles mineures, ainsi que plusieurs documents du même style qui ne sont pas inclus dans le texte transmis de longue date. Par ailleurs la collection comprend également deux documents qui sont des versions des chapitres du texte ancien "Possession commune de pure vertu" et "Charge à Yue", qui permettent d'affirmer que ces versions prétendument "redécouvertes" sont des contrefaçons.